# Aaron Peirsol
Aaron Wells Peirsol (* 23. Juli 1983 in Irvine, Kalifornien) ist ein ehemaliger US-amerikanischer Schwimmer. Er war weitgehend auf das Rückenschwimmen spezialisiert, gewann aber auch Medaillen in Freistilstaffeln. Während seiner aktiven Karriere wurde er unter anderem fünffacher Olympiasieger, sechzehnfacher Weltmeister und Weltrekordhalter.

## Werdegang
Peirsol war 1999 mit 15 Jahren der jüngste Schwimmer, der die 200 m Rücken unter zwei Minuten schwamm. Im Jahr darauf gewann er bei den Olympischen Spielen in Sydney hinter seinem Teamkollegen Lenny Krayzelburg die Silbermedaille über 200 m Rücken.
Gleich bei seiner ersten Teilnahme an den Schwimmweltmeisterschaften 2001 in Fukuoka siegte er ebenfalls über 200 m Rücken. Drei weitere Weltmeistertitel über 100 m Rücken, 200 m Rücken sowie mit der US-amerikanischen 4 × 100-m-Lagenstaffel folgten bei den Schwimmweltmeisterschaften 2003 in Barcelona. Bei den Weltmeisterschaften 2005 im kanadischen Montreal konnte Peirsol alle drei Titel verteidigen und wurde somit wiederum Weltmeister über 100 und 200 m Rücken und mit der Lagenstaffel.
Bei den Olympischen Spielen 2004 in Athen wurde Peirsol dreifacher Olympiasieger über 100 und 200 m Rücken sowie mit der US-amerikanischen 4 × 100-m-Lagenstaffel. Sein Sieg über 200 m Rücken wurde ihm erst nachträglich zuerkannt. Obwohl er den Wettkampf deutlich vor dem Österreicher Markus Rogan gewonnen hatte, wurde Peirsol zunächst disqualifiziert, weil die Schiedsrichter bei einer Wende einen nicht zulässigen Beinschlag erkannt hatten. Nach Protest der US-amerikanischen Teamleitung wurde die Disqualifikation mit der formalen Begründung aufgehoben, der japanische Schiedsrichter habe den Ausschluss in französischer und nicht wie vorgeschrieben in englischer Sprache ausgesprochen. Bei den Olympischen Spielen in Peking 2008 gewann er eine Einzel- und eine Staffelgoldmedaille.
Peirsol lebte, studierte und trainierte in Austin an der University of Texas.
Nachdem er anlässlich der Pan Pacific Swimming Championships 2010 seinen letzten Wettkampf bestritten hatte, gab Peirsol im Februar 2011 im Alter von 27 Jahren seinen Rücktritt vom aktiven Wettkampfsport bekannt. 2016 wurde er in die International Swimming Hall of Fame aufgenommen.

## Rekorde

### Persönliche Bestleistungen
Zeichenerklärung:
- WR = Weltrekord
- US = U.S. Open Rekord, schnellste auf US-amerikanischem Boden geschwommene Zeit

Langbahn
- 100 m Rücken – 00:51,94 min WR (8. Juli 2009 in Indianapolis)
- 200 m Rücken – 01:51,92 min WR (31. Juli 2009 bei den Weltmeisterschaften in Rom)

Kurzbahn
- 100 m Rücken – 00:50,72 min (8. Oktober 2004 in Indianapolis)
- 200 m Rücken – 01:50,52 min US (11. Oktober 2004 in Indianapolis)

### Internationale Rekorde
| Weltrekorde (3)                                                    | Weltrekorde (3) | Weltrekorde (3)  | Weltrekorde (3) |
| ------------------------------------------------------------------ | --------------- | ---------------- | --------------- |
| 100 m Rücken                                                       | 00:51,94 min    | 8. Juli 2009     | Indianapolis    |
| 200 m Rücken                                                       | 01:51,92 min    | 31. Juli 2009    | Rom             |
| 4 × 100 m Lagen (mit Shanteau, Phelps und Walters)                 | 03:27,28 min    | 2. August 2009   | Rom             |
| Amerikarekorde (6)                                                 |                 |                  |                 |
| 100 m Rücken                                                       | 00:51,94 min    | 8. Juli 2009     | Indianapolis    |
| 200 m Rücken                                                       | 01:51,92 min    | 31. Juli 2009    | Rom             |
| 4 × 100 m Lagen (mit Shanteau, Phelps und Walters)                 | 03:27,28 min    | 2. August 2009   | Rom             |
| 4 × 50 m Lagen (mit Hansen, Crocker und Weber-Gale) (Kurzbahn)     | 01:34,58 min    | 26. März 2004    | East Meadow     |
| 4 × 50 yds Lagen (mit Hansen, Crocker und Neil Walker) (Kurzbahn)  | 01:24,00 min    | 4. März 2006     | Austin          |
| 4 × 100 yds Lagen (mit Hansen, Crocker und Neil Walker) (Kurzbahn) | 03:02,94 min    | 4. März 2006     | Austin          |
| U.S. Open Rekorde (4)                                              |                 |                  |                 |
| 4 × 100 m Lagen (mit Moses, Phelps und Neil Walker)                | 03:34,24 min    | 6. April 2003    | Indianapolis    |
| 200 m Rücken (Kurzbahn)                                            | 01:50,52 min    | 11. Oktober 2004 | Indianapolis    |
| 4 × 100 m Lagen (mit Hansen, Crocker und Lezak) (Kurzbahn)         | 03:25,09 min    | 11. Oktober 2004 | Indianapolis    |
| 4 × 100 yds Lagen (mit Hansen, Crocker und Neil Walker) (Kurzbahn) | 03:02,94 min    | 4. März 2006     | Austin          |
| (Stand: 3. August 2009)                                            |                 |                  |                 |